# Helmut Sandrock
Helmut Sandrock (* 15. Dezember 1956 in Übach-Palenberg) ist ein deutscher Fußballfunktionär und ehemaliger Generalsekretär des DFB. 
Von 2000 bis 2002 war der frühere DFB-Juniorennationalspieler Vorstandsvorsitzender des MSV Duisburg. Im Organisationskomitee des DFB für die Weltmeisterschaft 2006 war Helmut Sandrock von 2003 bis 2006 Turnierdirektor. Danach war er von 2006 bis 2008 Geschäftsführer des FC Red Bull Salzburg, mit dem er 2007 die österreichische Fußballmeisterschaft gewann. Für die FIFA war Sandrock als General-Koordinator bei den FIFA-Klub-Weltmeisterschaften 2006 und 2007 sowie beim FIFA-Konföderationen-Pokal 2009 und der Weltmeisterschaft 2010 tätig. Außerdem organisierte er für die FIFA 2008 das erste Heimspiel der Nationalmannschaft von Palästina.
2008 wurde er beim DFB Direktor für den Spielbetrieb, die Talentförderung, das Trainerwesen und die Juniorennationalmannschaften des Deutschen Fußball-Bunds. Am 2. März 2012 wurde Sandrock Generalsekretär des DFB. Ebenfalls wurde er 2012 UEFA-Integritätsbeauftragter.
Im Februar 2016 trat Sandrock als DFB-Generalsekretär zurück. Sein Nachfolger wurde Friedrich Curtius.
Vom 19. Juni 2017 bis zum 31. August 2018 war Sandrock als Geschäftsführer des Karlsruher SC tätig. Diese Funktion beendete er auf eigenen Wunsch hin. 